# Dia de l'amistat

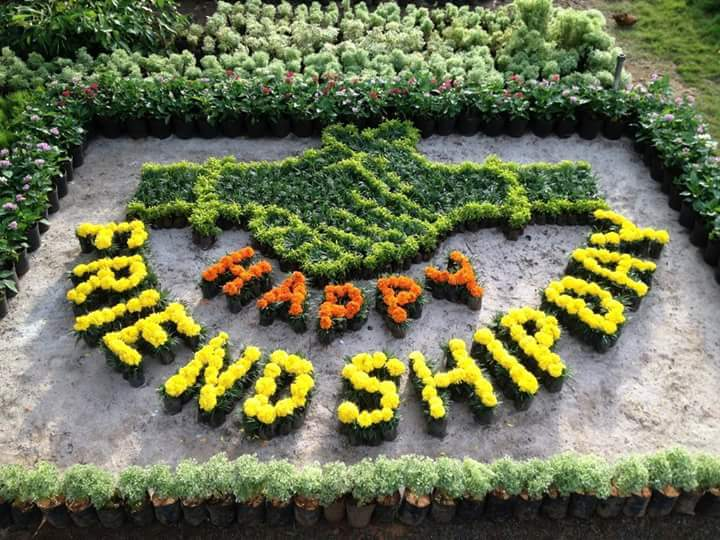

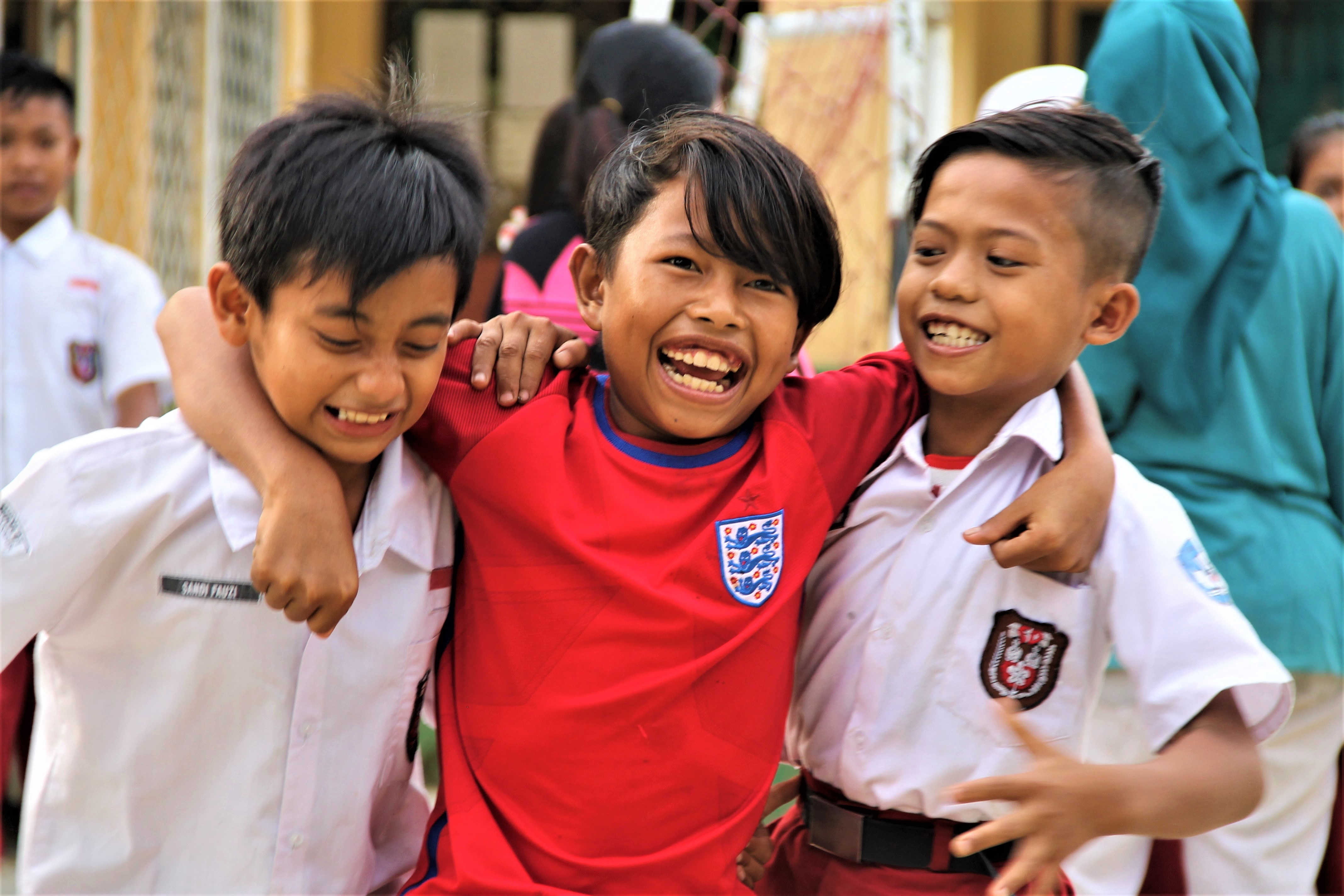

El Dia de l'Amistat (també conegut com a Dia Internacional de l'Amistat) o el dia de l'amistat és un dia on diversos països celebren l'amistat.
Es va proposar per primera vegada el 1958 al Paraguai com a "Dia Internacional de l'Amistat".
Inicialment, va ser promoguda per la indústria de les targetes de felicitació, segons proves de diferents xarxes socials mostren un renaixement de l'interès per aquesta festa, que pot haver crescut amb la propagació d'Internet, particularment a l'Índia, Bangladesh i Malàisia. Els telèfons mòbils, les comunicacions digitals i les xarxes socials han contribuït a popularitzar aquest costum.
A aquells que promouen aquesta festa al sud d'Àsia, se li atribueixen la tradició de dedicar un dia en honor dels amics, d'haver-se originat als Estats Units el 1935, però en realitat es remunta al 1919. Aquesta tradició és una tradició popular en l'intercanvi de regals del Dia de l'Amistat com flors, targetes i polseres.
Les celebracions del Dia de l'Amistat tenen lloc en diferents dates, depenent del país. El primer Dia Mundial de l'Amistat va ser proposat el 30 de juliol de 1958 per la Croada Mundial de l'Amistat. El 27 d'abril de 2011, l'Assemblea General de les Nacions Unides va declarar el 30 de juliol com a Dia Internacional de l'Amistat. No obstant això, alguns països, com l'Índia, celebren el dia de l'amistat el primer diumenge d'agost. Al Nepal, el dia de l'amistat se celebra el 30 de juliol de cada any. A Oberlin, Ohio, el dia de l'amistat se celebra el 9 d'abril de cada any.

## Història
El Dia de l'Amistat va ser fundat per Joyce Hall, el fundador de les targetes Hallmark el 1930, destinades a ser el 2 d'agost i un dia en què la gent celebrava l'amistat. El Dia de l'Amistat va ser promogut per l'Associació Nacional de targetes de felicitació durant la dècada de 1920, però no va tenir gaire èxit – donat que era, òbviament, un truc comercial per promoure targetes de felicitació. A la dècada de 1940, el nombre de cartes del dia de l'amistat disponibles als Estats Units havia disminuït i les festes han desaparegut en gran manera. No hi ha proves fins ara de la seva adopció a Europa; tanmateix, s'ha mantingut viu i revitalitzat a Àsia, on diversos països l'han adoptat.
En honor del dia de l'amistat de l'any 1998, Nane Annan, esposa del secretari general de les Nacions Unides, Kofi Annan, va nomenar Winnie the Pooh com a ambaixadora mundial de l'amistat a les Nacions Unides. L'esdeveniment va ser co-patrocinat pel Departament d'Informació Pública i Disney Enterprises de l'ONU i va ser co-presentat per Kathy Lee Gifford.
Alguns amics es fan intercanvis de regals i targetes en aquest dia. Les bandes d'amistat són molt populars a l'Índia, el Nepal, Bangladesh i algunes parts de l'Amèrica del Sud. Amb l'arribada de les xarxes socials, el Dia de l'amistat també se celebra en línia. La comercialització de les celebracions del Dia de l'Amistat ha provocat que alguns el rebutgessin com un "truc de màrqueting". Però actualment se celebra el primer diumenge d'agost més que el 30 de juliol. No obstant això, el 27 de juliol de 2011, la 65a sessió de l'Assemblea General de les Nacions Unides va declarar el 30 de juliol com a "Dia Internacional de l'Amistat".
La idea d'un Dia Mundial de l'Amistat va ser proposat el 20 de juliol de 1958 pel doctor Ramon Artemio Bracho durant un sopar amb els amics a Puerto Pinasco, una ciutat del riu Paraguai, a uns 200 quilòmetres al nord d'Asunción, Paraguai.
D'aquesta humil trobada d'amics, va néixer la croada mundial de l'amistat. La croada mundial de l'amistat és una base que promou l'amistat i la comunitat entre tots els éssers humans, independentment de la raça, el color o la religió. Des de llavors, el 30 de juliol s'ha celebrat fidelment el Dia de l'Amistat al Paraguai cada any, i també ha estat adoptat per diversos altres països.
La croada mundial de l'amistat fa anys que fa pressió a les Nacions Unides per reconèixer el 30 de juliol com a Dia Mundial de l'Amistat i finalment, el 20 de maig, l'Assemblea General de les Nacions Unides va decidir designar el 30 de juliol com a Dia Internacional de l'Amistat; i convidar tots els estats membres a observar el Dia Internacional de l'Amistat d'acord amb la cultura i els costums de les seves comunitats locals, nacionals i regionals, inclòs a través de l'educació i les activitats de sensibilització pública.

## Argentina, Brasil, Espanya i Uruguai
A Argentina, Brasil, Espanya i Uruguai, el 20 de juliol se celebra el Dia de l'Amistat (o Dia de l'Amistat).
És un motiu per a reunir-se i saludar-se amistosament, tant dels amics actuals com dels antics.
Es va convertir en una celebració popular gràcies a Enrique Ernesto Febbraro, un dentista i rotari argentí que va tenir la idea de commemorar l'Amistat Internacional inspirada en el dia que Neil Armstrong va trepitjar la Lluna, com a gest unificador d'amistat entre les nacions. Va enviar 1.000 cartes a contactes del Rotary Club de tot el món, mentre l'Apolo 11 encara estava a l'espai i va rebre 700 respostes, moment en què va iniciar la celebració.
A l'Argentina, el Dia dels Amics s'ha convertit en un fenomen de masses molt popular. Per exemple, el 2005, la quantitat de missatges i trucades a la xarxa de telefonia mòbil a les ciutats de Buenos Aires, Mendoza, Còrdova i Rosario, va ser comparable a la viscuda el 2004 el dia de Nadal i Cap d'Any.
Sovint, en la majoria de restaurants, bars i altres establiments, se solen reservar completament una setmana abans de la celebració.

## Bangladesh, Malàisia, Índia, Singapur i Emirats Àrabs Units
A Bangladesh, Índia, Malàisia i el Dia de l'amistat dels Emirats Àrabs, se celebra el primer diumenge d'agost de cada any.
Els joves celebren intercanviant salutacions / missatges de text i lligant bandes d'amistat.

## Bolívia
El Dia de l'Amistat a Bolívia se celebra el 23 de juliol.

## Equador, Mèxic i Veneçuela
El 14 de febrer se celebra el Dia de l'Amistat a Equador, Mèxic i Veneçuela, el mateix dia de Sant Valentí.

## Estònia i Finlàndia
El 14 de febrer, a Finlàndia i Estònia, se celebra el dia de Sant Valentí com a Dia de l'Amistat.

## Paraguai
A Paraguai, la vigília del 30 de juliol s'utilitza per fer obsequis a amics propers i estimats, i les celebracions solen tenir lloc a bars i discoteques. El joc de l'amic invisible (Amigo Invisible) es considera una tradició, en què es donen petits fulls de paper amb noms a tots els membres d'un grup, cadascun d'ells en selecciona un secretament, i el 30 de juliol fa un regal a la persona del paper. Aquesta costum es practica tant a escoles com a llocs de treball a Asunción i altres ciutats paraguaianes.

## Perú
Des del 2009, el Perú celebra "El dia de l'Amigo" el primer dissabte de juliol. Aquest dia va ser proposat per la marca de cervesa Pilsen Callao. L'objectiu era reconèixer l'autèntica amistat i diferenciar la seva celebració del dia de Sant Valentí.

## Estats Units
El 15 de febrer, EUA celebra el Dia de l'Amistat.